# Sächsisch-Böhmische Staatseisenbahn – Phoenix
Die Phoenix der Sächsisch-Böhmischen Staatseisenbahn war eine zweifach gekuppelte Personenzug-Schlepptenderlokomotive.

## Geschichte
Die Lokomotive wurde um 1846 vom ehemaligen Angestellten bei der Sächsischen Maschinenbau-Compagnie Carl August Rabenstein in seinem Unternehmen als eine von zwei hergestellt. Er konnte die Lokomotive jedoch nicht veräußern. Schließlich erwarb Hartmann die Lokomotive. Nach einigen Abänderungen wurde die Lokomotive 1851 mit der Fabriknummer 25 an die Sächsisch-Böhmische Staatseisenbahn verkauft.
Diese ging 1858 in den Königlich Sächsischen Staatseisenbahnen auf, wo die Lokomotive später in die Gattung H I eingeordnet wurde. Sie erhielt die Bahnnummer 220.
1869 wurde die Lok zu einer Tenderlokomotive umgebaut und erhielt den Namen PSYCHE.

## Technische Merkmale
Ausgestattet war sie mit einem zylindrischen Stehkessel mit gewölbter Decke, einem Blechinnenrahmen, waagerechten Außenzylindern, einer innenliegenden Stephenson-Kulissensteuerung und einer starren Laufachse. Die Lokomotive verfügte über einen offenen Führerstand. Die Federung erfolgte durch über den Achsen liegenden Blattfederpakete.
Bei dem Umbau zur Tenderlokomotive erhielt sie einen markanten Satteltank für das Speisewasser. Außerdem erhielt die Lok ein Führerhaus.